# Касуга
Касуга (яп. 春日市 Касуга-си) — город в Японии, находящийся в префектуре Фукуока. Площадь города составляет 14,15 км², население — 109 258 человек (1 августа 2014), плотность населения — 7721,41 чел./км².

## Географическое положение
Город расположен на острове Кюсю в префектуре Фукуока региона Кюсю. С ним граничат города Фукуока, Онодзё и посёлок Накагава.

## Население
Население города составляет 109 258 человек (1 августа 2014), а плотность — 7721,41 чел./км². Изменение численности населения с 1980 по 2005 годы:
| 1980 | 65 838 чел.  |  |
| 1985 | 75 555 чел.  |  |
| 1990 | 88 699 чел.  |  |
| 1995 | 99 206 чел.  |  |
| 2000 | 105 219 чел. |  |
| 2005 | 108 402 чел. |  |

## Символика
Деревом города считается Podocarpus nagi, цветком — лилия.